# Crooks (Dakota del Sur)
Crooks es una ciudad ubicada en el condado de Minnehaha en el estado estadounidense de Dakota del Sur. En el Censo de 2010 tenía una población de 1.269 habitantes y una densidad poblacional de 639,64 personas por km².

## Geografía
Crooks se encuentra ubicada en las coordenadas 43°39′33″N 96°48′34″O / 43.65917, -96.80944. Según la Oficina del Censo de los Estados Unidos, Crooks tiene una superficie total de 1.98 km², de la cual 1.98 km² corresponden a tierra firme y (0%) 0 km² es agua.

## Demografía
Según el censo de 2010, había 1.269 personas residiendo en Crooks. La densidad de población era de 639,64 hab./km². De los 1.269 habitantes, Crooks estaba compuesto por el 98.19% blancos, el 0% eran afroamericanos, el 0.08% eran amerindios, el 0.16% eran asiáticos, el 0% eran isleños del Pacífico, el 0.47% eran de otras razas y el 1.1% pertenecían a dos o más razas. Del total de la población el 2.05% eran hispanos o latinos de cualquier raza.